# Alexander Nikolajewitsch Rytschkow
Alexander („Sascha“) Nikolajewitsch Rytschkow (russisch Александр Николаевич Рычков, englisch Aleksandr Nikolayevich Rytchkov; * 29. September 1974 in Ussolje-Sibirskoje bei Irkutsk, Sowjetunion) ist ein ehemaliger russischer Fußballspieler.
Alexander Rytschkow galt als eines der größten Talente seiner Zeit, stand aber einer größeren Karriere meist selbst im Wege. Er fiel immer wieder durch diverse Gewalt- und Alkohol-Eskapaden auf, welche seine Vereine meist dazu brachten, seinen jeweiligen Vertrag vorzeitig aufzulösen. Über Standard Lüttich und RC Lens kam er 1997 zum 1. FC Köln. 1998 wurde er von einem Strafgericht zu einer Strafe von zwei Jahren auf Bewährung wegen versuchter Vergewaltigung einer 17-Jährigen verurteilt.
Im gleichen Jahr verließ er Köln und ging in die Schweiz zum FC Basel, wo er seinen fußballerischen Höhepunkt erreichte und maßgeblich an den ersten kleinen Erfolgen des Vereins nach dem geschafften Ligaerhalt beteiligt war. In der Folge erhielt Rytschkow Aufgebote für die russische Fußballnationalmannschaft. Aufgrund weiterer Eskapaden wurde sein Vertrag jedoch nicht wieder erneuert, worauf er zum Schweizer Zweitligaverein SR Delémont und danach zurück zu Standard Lüttich nach Belgien wechselte, wo er wieder mehr durch seine Eskapaden statt gute Leistungen auffiel.
Im Jahr 2001 verpflichtete ihn der SC Paderborn 07. In seinem ersten Spiel für die Paderborner in der Regionalliga Nord wurde er vom Platz gestellt und der Verein löste daraufhin seinen Vertrag gleich wieder auf.
Im Jahr 2002 stand er beim Schweizer Verein AC Bellinzona unter Vertrag.

## Statistik
- 1. Bundesliga
12 Spiele; 1 Tor 1. FC Köln

- Regionalliga Nord
1 Spiel SC Paderborn 07

- DFB-Pokal
1 Spiel 1. FC Köln

- UI-Cup
4 Spiele 1. FC Köln